# 淨手運動
淨手運動（義大利語：Mani pulite）指1990年代初，意大利全国范围内针对政治腐败展开的司法调查，导致了意大利第一共和国灭亡和许多政党消失。一些政客和行业领袖在罪行曝光后自杀。安东尼奥·迪·皮埃特罗是负责调查的主要司法人物。根据记载，多达5,000名公众人物受牵连。意大利议会一度有过半议员遭起诉，而400多个市镇议会因腐败指控而解散。据估计，1980年代，意大利和外国公司在竞标大型政府合同时每年支付的贿赂金额高达40亿美元（6.5万亿里拉）。
调查中被揭露出来的体制被称为“回扣之城”（義大利語：Tangentopoli）。意大利前总理贝蒂诺·克拉克西成为丑闻主角，他为自己辩护说，所有政党都做了同样的事；克拉克西于1994年逃往突尼斯哈马马特，因腐败和非法资助政党而两次被定罪，到2000年去世时，还有四次审判尚未完成。意大利共产党及其一些前成员（主要是右翼）也受到了调查，但最终被无罪释放。
随后，对媒体造成的冲击和公众的愤怒使当时的政治体系崩溃，第二意大利共和国随之建立。此前的政党，如基督教民主党和意大利社会党解散。他们在随后的选举中，在议会中被新成立的政党或之前少数派或反对派政党取代，例如绿党联盟和北方联盟。即使没有正式的政权更迭，政党体系也发生了深刻的变化，部分国家代表也发生了更替。最终，1992年政府中的所有四个政党都以不同的方式消失。左翼民主党、意大利共和党和意大利社会运动是仅存的全国性政党；意大利共和党是唯一一个仍保留其名称的政党。